# Piaf (musical)
Piaf is een Nederlandse musical uit 1999, hernomen in 2009, over het leven van Édith Piaf (gespeeld door Liesbeth List). De musical werd geproduceerd door V&V Entertainment.
Piaf is in 1999 de eerste productie van V&V Entertainment. Albert Verlinde en Roel Vente lanceren zich als musicalproducenten. De jonge Allard Blom vertaalde en bewerkte de musical, het script is van Pam Gems, de muzikale supervisie van Ad van Dijk. Regisseur Andy Daal werkt met een cast die naast List ook Casper van Bohemen, Hans Cornelissen, Metta Gramberg, Paola Verbij en Jurrian van Dongen omvat. 
De première vond plaats op 11 oktober 1999 in de een maand eerder na restauratie heropende Koninklijke Schouwburg te Den Haag. Het is de eerste van 170 voorstellingen voor 125.000 toeschouwers.
Liesbeth List wint de allereerste John Kraaijkamp Musical Award voor Beste vrouwelijke hoofdrol in 2000 voor haar vertolking.
Bij de herneming in 2008 neemt Eddy Habbema de regie op zich. In de rolbezetting komen naast List Daphne Flint, Geert Hoes, Esther Roord, Ara Halici, Jan Elbertse, Raymond Kurvers en Eliane Feijen voor. Er komen meer dan 200.000 toeschouwers naar de bijna 200 voorstellingen. Liesbeth List ontvangt een tweede maal de John Kraaijkamp Musical Award voor dezelfde rol.
Music Hall produceert samen met Stage Entertainment in 2015 een nieuwe versie van deze productie. Deze productie ging in première op 10 oktober in  Antwerpen. Els De Schepper speelde hierin de titelrol. Eddy Habbema was weerom regisseur. 

## Rolbezetting 1999/2001
- Edith Piaf - Liesbeth List
- Marcel - Casper van Bohemen
- gastheer - Hans Cornelissen
- Toine - Metta Gramberg

## Rolbezetting 2008/2009
- Edith Piaf - Liesbeth List
- Jonge Edith Piaf - Daphne Flint
- Marcel - Geert Hoes
- Toine - Esther Roord
- Paul - Ara Halici / William Spaaij (nam rol over tijdens verlenging)
- Lucien - Jan Elbertse / Addo Kruizinga (nam rol over tijdens verlenging)
- Louis - Raymond Kurvers / Rein Kolpa (nam rol over tijdens verlenging)
- Eliane - Eliane Feijen

## Rolbezetting 2015
- Edith Piaf - Els De Schepper
- Pierre - Sébastien De Smet
- Marcel - Gene Thomas
- Theo - Sven Tummeleer
- Madeleine - Jasmine Jaspers
- Papa Leplee -  Hans Royaards
- Mômone - Mira Delbaen

## Rolbezetting 2023/2024
Op 13 oktober 2023 ging een compleet nieuwe en oorspronkelijk Nederlandse musical over het leven van Édith Piaf in première in DeLaMar. Allard Blom schreef hiervoor het script en de dialogen. De regie was in handen van Martin Michel. Frans Heemskerk maakte de arrangementen. De musical werd geproduceerd door De Theater BV.    
- Edith Piaf - Suzan Seegers
- De Engel - Thomas Cammaert
- De Dood - Cystine Carreon
- De Duivel - Job Bovelander
- De Dwaas - Hein Gerrits

'14-'18 · '40-'45 (België) · '40-'45 (Nederland) · De 3 Biggetjes · 3 Musketiers · Aida · Alice in Wonderland · A xXxmas Carola · Anatevka · Assepoester · Belle en het Beest · Billie Holiday · Bloedbroeders · The Bodyguard · Cabaret · Camelot · Cats · Chicago · Ciske de Rat · Cyrano de Bergerac · De Schone van Boskoop · Daens · Dirty Dancing · Doe Maar! · Domino · Doornroosje · Dracula · Drood · Elisabeth · Evita · Fame · De Finale · Flashdance · Foxtrot · Goodbye, Norma Jeane · Grease · Hair · High School Musical · De Jantjes · Jekyll & Hyde · Jersey Boys · Jesus Christ Superstar · Kadanza · De kleine zeemeermin · Koning van Katoren · Kruimeltje · Kuifje: De Zonnetempel · Kunt u mij de weg naar Hamelen vertellen, mijnheer? · The Last Five Years · Lelies · The Lion King · The Little Mermaid · Love Story · Lover of Loser · Mamma Mia! · De man van La Mancha · Mary Poppins · Les Misérables · Miss Saigon · Muerto! · De Muze van Rubens · My Fair Lady · On Your Feet! · Op hoop van Zegen · Oorlogswinter · The Passion · Pauline & Paulette · The Phantom of the Opera · Pinokkio · Red Star Line · Rembrandt · Robin Hood · Romeo en Julia, van Haat tot Liefde · De Rozenoorlog · Shhh...it happens! · Shrek · Soldaat van Oranje · Spring Awakening · De sprookjesmusical Klaas Vaak · Sneeuwwitje · The Sound of Music · Tarzan · Titanic · Turks fruit · Urinetown · De Vliegende Hollander · Wat Zien Ik?! · Wicked · The Wild Party · The Wiz · Wickie de viking de musical
    Portaal Musical